# ستاش تي
ستاش تي Stash Tea Company هي شركة أمريكية مختصة بالشاي وشاي الأعشاب، مقرها في مدينة بورتلاند الأمريكية.
تأسست في عام 1972.